# Le Putsch
Pour les articles homonymes, voir Putsch.
Le Putsch (titre original en anglais The Coup) est un roman de l'écrivain américain John Updike publié originellement le 12 novembre 1978 aux États-Unis et en français le 28 mars 1980 aux éditions Gallimard.

## Réception critique
Le roman est très bien accueilli par la critique à sa parution aux États-Unis,, The New York Times l'incluant dans sa liste des meilleurs livres de l'année 1978.

## Éditions
- (en) The Coup, Alfred A. Knopf Publishers, 1978  (ISBN 9780141188959), 318 p.
- Le Putsch, coll. « Du monde entier », éditions Gallimard, 1980  (ISBN 9782070205455), 360 p.[4]
- Le Putsch, coll. « Folio » no 1590, éditions Gallimard, 1984  (ISBN 9782070375905), 416 p.
- (en) The Coup, Random House, 2012  (ISBN 9780812982978), 320 p.